# Majgull Axelsson

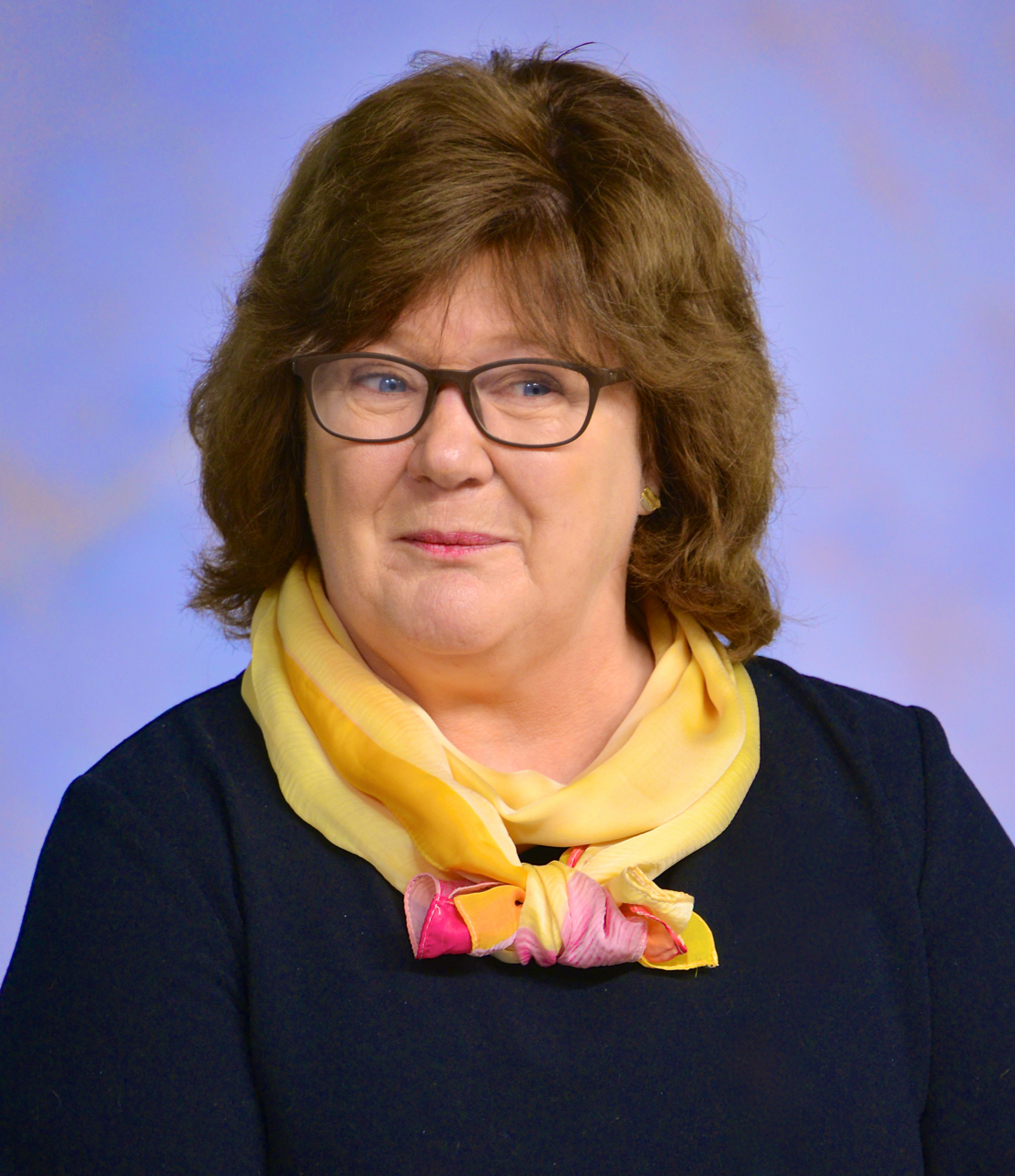
Majgull Axelsson en la Feria del Libro y la Biblioteca, 2008

Majgull Axelsson (nacida en 1947 en Landskrona ) es una periodista y escritora sueca. 
Creció en Nässjö y está titulada en periodismo . 

## Biografía y carrera
Su primer libro fue de no ficción, y se centró en los problemas de la prostitución infantil,  los niños de la calle en el tercer mundo y la pobreza en Suecia. La bruja de abril es su segunda novela, y fue bien recibida en Suecia. Con más de 400 000 copias vendidas en tapa dura, aterrizó en varias listas de best-sellers durante meses y recibió importantes premios de literatura sueca, incluidos el Premio Moa Martinsson y el Premio Jörgen Eriksson. Aborda temas de relaciones madre-hija, competencia entre mujeres y los fracasos del estado de bienestar de la posguerra en Suecia.
Axelsson vive con su esposo en Lidingö . 

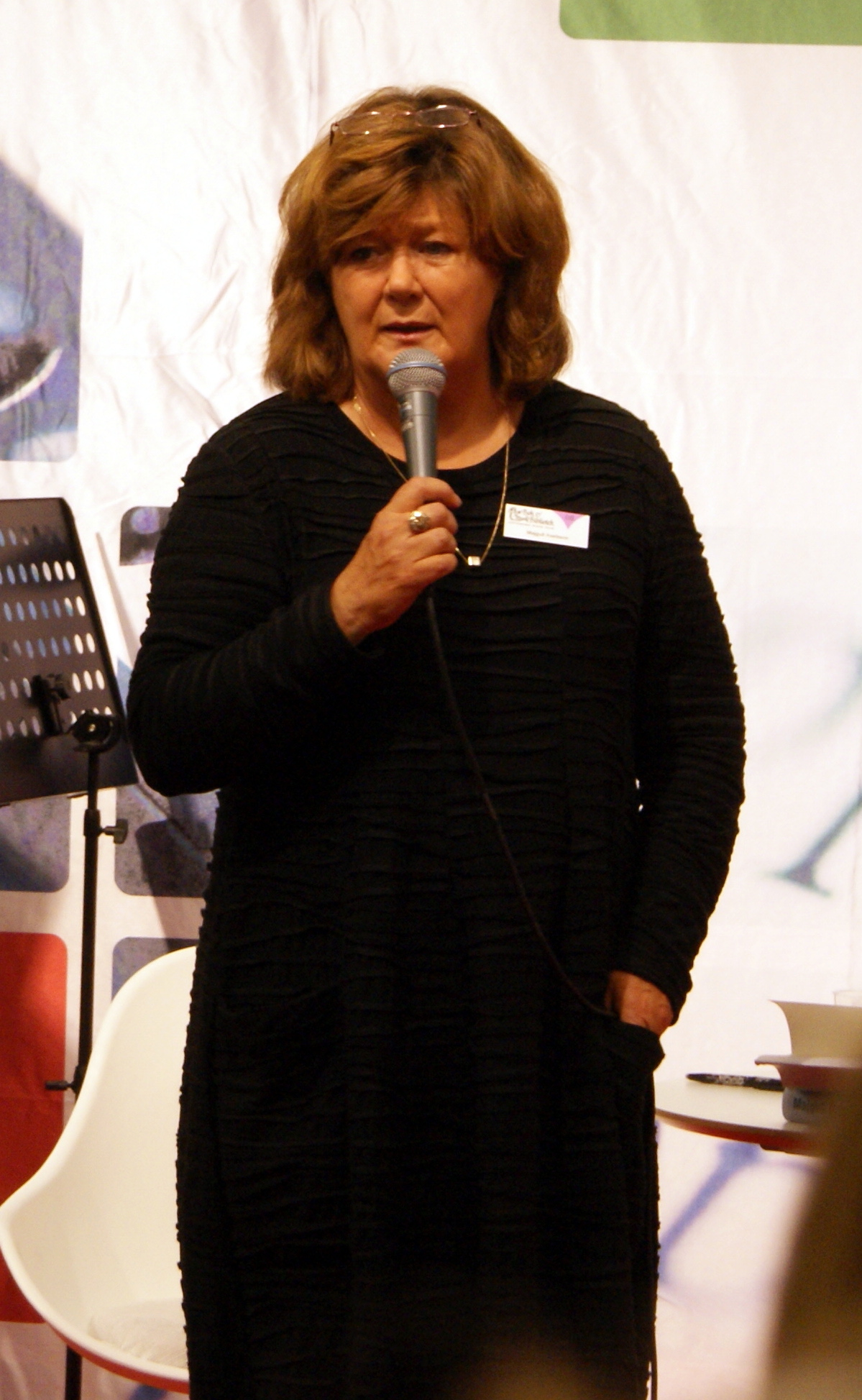
Majgull Axelsson, autora sueca

### No ficción
- 1986 - Nuestros hermanos más pequeños (Våra minsta bröder)
- 1989 - Rosario ha muerto (Rosario är död)
- 1991 - Nos matan (De dödar oss)
- 1996 - Y los que no tienen ( ... och dom som inte har)

### Ficción
- 1994 - Lejos de Nifelheim (Långt borta från Nifelheim)
- 1997 - Bruja de abril (Aprilhäxan)
- 2000 - Casa aleatoria (Slumpvandring)
- 2004 - La mujer que nunca fui (Den jag aldrig var)
- 2008 - Hielo y agua, agua y hielo Is och vatten, vatten och is)
- 2011 - Moderspassion (La pasión de la madre)
- 2014 - Jag heter inte Miriam (Mi nombre no es Miriam)
- 2017 - Ditt liv och mitt (Tu vida y la mía)

### Obras de teatro
- 2002 - LisaLouise